# 이승만 (종교인)
이승만(1931년 3월 25일 ~ 2015년 1월 14일) 은 장로교 목사, 선교사, 신학교수, 미국장로교단의 리더, 2000년도 동양인으로써 한국인 최초로미국장로교 (PCUSA)의 제212대 총회장을 역임, 마틴 루터 킹과 함께 미국인권운동(Civil Right Movement)에 참여, 미국교회협의회(NCCUSA) 회장, 클린턴 대통령 정부시절 백악관 종교자문위원을 역임, 1994년 북핵 위기 해결을 위해 지미카터 대통령의 방북에 깊이 참여해서 남북화해와 북한 교회재건을 위해 노력한 인물이다.

## 유년기와 한국전쟁
이승만의 할머니(김효신)은 평양 서성리교회 전도사였다. 경신중학교를 다니던 이승만의 아버지(이태석)은 경신중학교 다닐때 3.1운동을 경험했고 민족독립에 소명을 가졌다. 이태석은 평양숭실학교를 졸업하고 일본으로 건너가 일본 동경중앙대학 예과와 상과를 졸업했다. 그시기에 이태석은 하나님의 부르심을 받고난후 한국으로 돌아와 경성성서학원 현재 서울신학대학을 졸업했다. 가난과 피박을 받으며 신앙을 지켜왔던 할머니와 아버지를 보며 이승만의 어린시절은 어떤길이 옮은 길인가를 생각했던 시기였다. 6.25전쟁이 터진후 이승만의 아버지(이태석 목사)는 가족을 대리고 평안남도 강서로 피란을 갔고 혼자 형제들을 보기위해 평양을 방문했다가 공산당원에게 잡혀 쇠사슬에 묶인체 끌려갔었다. 1950년 10월 20일 연합군이 평양에 입성했을 때 이승만은 식구들과 함께 붙잡혀간 아버지의 생사여부를 알기위해 평양에 왔다. 이승만의 어머니(이송희)는 남편을 찾으로 다녔으나 결국 남편(이태석 목사)는 다른 목사들과 함께 동평양 철도역 근처 평천리 야구장 방공호 속에서 사살된체 발견됐다.
 “1950년 10월의 나날들이다. 며칠을 실성한 사람처럼 들로 산으로 다니며 시체 구덩이마다 뒤지던 어머니가 종내 50여구가 뒤엉킨 가운데서 아버지의 시신을 확인한 날, 어떻게든 복수하겠다. 이렇게 잔인한 자들을 용서해서는 안 된다! 고 이를 갈며 뜬 눈으로 지새던 밤들, 그나마 시신을 찾아 장례라도 치른 것이 어디냐는 친지들의 위로를 받으며 장지를 내려오던 날…. 어머니와 동생들 때문에 차마 내지르지는 못했지만, 그래서 더 안으로 박혀 들어갔던 억울함과 분노는 과연 이 세상에 하나님의 정의가 있는가? 라는 질문으로 응어리졌다. “ “지독하게도 잘못됐습니다. 비뚤어졌습니다. 이해할 수가 없습니다. 과연 하나님께서 살아 계십니까? 전능하십니까? 그런데도 이 고통을 두고만 보십니까! 통곡하는 어머니와 훌쩍이는 동생들 곁에 앉아서 내색은 하지 못하고 속으로만 절규했다. 그런 가운데 마치 속삭이듯 들려오는 음성이 있었다. “아버지가 못 다 이룬 일을 네가 이루어야 하지 않겠느냐? “— 이승만의 회고중

아버지가 죽은후 전쟁중에 이승만의 어머니(이송희)는 남으로 피난길에 올랐다. 그녀는 집을 떠나기 전에 이승만과 자녀들에게 마지막으로 말했다. “우리가 전쟁속에서 어떠한 어려움을 당할런지 알 수 없고 우리가 언제 다시 육신적으로 만날수있을지 없을지 모르지만, 어디로 가든지 무슨일을 당하든지 하나님께 기도 함으로써 우리 기도속에서 만나자!”

## 군입대와 도미유학
1951년 이승만은 동생 이승규와 같이 서울에 방위군으로 자원 입대했었다. 4주간의 신병훈련소에서의 혹독한 훈련을 받고 해병 6기가 됐다. 해병부대 본부에서 영어할줄 아는 사람을 모집하는 공고를 보고 이승만은 진해 해병학교에서 영어교재를 우리말로 번역하는 일에 발탁이 됐다. 1952년 해병대에서 군목이 신설되면서 이승만은 군목실로 옮겨갔다. 이승만은 거기서 신학공부의 필요성을 느끼고 탈영을 시도해서 부산 감신대에 입학을 했으나 해병대 사령부 군목 실장인 박창번목사의 도움으로 탈영대신 자대에 있는 군목실의 복귀와 학교를 다닐수있는 외출도 허락받았었다.
이승만은 미국 해병대 해병학교 6개월간의 연수를 갈수있는 사병에 선출되어 1953년 9월 미국 워싱턴 DC에서 조금 떨어진 콴티코에서 연수를 마치고 1954년에 귀국을 해서 미 해병대와 한국해병대에 함께 배치되었다. 그리고 평양 성화 신학교 스승인 박대선 목사의 도움으로 미국 웨스트 버지니아주 엘킨스시에 위치한 데이비드앤앨킨스대학 입학 허가와 장학금 그리고 생활비 지원을 받고 1956년 1월에 도미 유학을 갔었다.
그 시절은 미국에 많은 교회들이 한국의 전쟁고아를 돕고 있었던 때라 이승만은 실제 한국의 실상을 그들에게 들려주었는 계기가 되었었다. 특히 학업중에 학교총장의 권유로 찰스턴 장로교회에서 초청을 받아 간증하고난 후에 그 교회 시무 장로 부인인 미세스 프레스톤이 이승만이 신학교에 입학한다면 3년간의 학비와 경비를 부담하겠다는 약속을 받아 졸업을 하고 루이빌 켄터키에 위치안 루이빌 장로교 신학교에 입학을 했었다.
 “프레스톤 부인은 내 손을 잡더니 이렇게 말했다. “승만군의 삶과 고백에 크나큰 감명을 받았습니다. 괜찮다면 대학을 졸업한 후 신학교에 가면 그 3년간의 학비와 경비를 내가 부담하고 싶습니다. 허락해 주겠습니까? “ — 프레스톤 부인의 도움

#### 흑인 인권운동
이승만은 대학을 졸업하고 루이빌 신학교에서 M Div.를 마치고 1960년에 PCUSA 목사로 안수를 받았다. 그리고 루이빌 웨스트민스터 장로교회에 담임목사로 청빙을 받고 목회를 시작했다. 이승만은 목회를 하면서 루이빌 신학교에서 학생들을 가르치는교목을 하였다. 1961년도부터 미국전역에 남부의 인종분리정책에 맞서 프리덤 라이드 운동, 불매운동, 연좌농성, 준법투쟁등 인권운동들이 활발히 전개되었는데 이승만은 흑인인권운동을 참여했고 그운동의 중심에 있는 마틴 루터 킹 목사를 만났었다. 이승만은 마틴 루터 킹이 루이빌에 와서 연설을 했다. 이승만과 마틴 루터 킹 그리고 시위대는 모두 손에 손을 잡고 ‘우리는 행진하리’ 라는 노래를 불르며 가두행진을 벌였다. 그리고 이승만은 이것을 통해서 인생의 전환점을 맞이했었다.흑인들이400년 넘는 세월동안 인권이 유린된 삶을 살아왔지만 이를 극복하고 마틴 루터 킹 목사의 인권운동을 통해흑인들과 백인들이 갖는 자유를 보며 이승만은 일제 36년간의 아픔, 분단된 조국, 아버지 죽음에대한 북한정권의 적대감과 분노를 용서로 승화했었고 한국과 북한에 대한 화해자로써 비전을 갖게 됐다.
 “용서는 얻어맞은 사람만이 할 수 있는 행동입니다. 피해를 당한 사람은 화해의 주도권을 가지고 있습니다. 보복을 할지, 용서를 해줄지는 가해자의 권리가 아니라 피해자의 권리입니다. 우리가 싸우는 대상은 가해자가 아닙니다. 그 마음속에 있는 불신과 의심입니다. 그리고 우리는 용서를 통해서만 이 싸움을 끝낼 수 있습니다. 용서를 통해 가해자와 피해자 모두에게 진정한 자유를 주자는 것입니다. “— 마틴 루터 킹 목사의 연설중에

## 선교활동과 남북 화해운동
이승만은 1973년부터 미국 북장로교 선교부 중동지역 총무를 맡으면서 한국의 민주화 운동에 힘을 썼었다. 미국 카터 대통령 취임시에도 한국정부의 인권탄압에 시위했었다. 1978년 카이로에 머물렀을 때 미국 선교사의 도움으로 북한대사관을 통해 북한에 두고온 가족 생사를 확인하고 북한에 이승만 아버지와 친분이 있었던 강량욱 부주석 도움을 받아 북한에 초청을 받았었다.
이승만은 동독을 경유해서 소련에 도착 그리고 북한으로 들어가는 비행기를 탔고 1978년 마침내 북한에 있는 여동생들과 이산가족의 만남을 가졌다. 특히 북한에 조선그리스도연맹 위원장인 강량욱 부주석의 도움으로 이승만은 평양에 봉수교회를 세웠다.
이승만은 연합장로교회 총회 세계선교부 중동지역 담당에서 아시아지역을 담당하는 선교총무를 맡아 한국 민주화 운동에 힘썼다.
그리고 1991년 11월 한국인 최초, 동양인 최초로 35개의 기독교교단이 있고 5,000만명의 교인들이 속한 기독교 최대기관인 미국교회협의회(NCCUSA) 회장에 취임했었다.
이승만은 첫 통합 총회에서 한반도의 문제는 미국과 소련에 역사적인 책임이 있으므로 미국이 한반도 화해와 통일에 힘써야한다는 지지를 얻어 남북 1000만 이산가족을 위해 미국정부와 의회가 나설것을 선언한 선언문을 통과 시켰다. 그리고 1992년 8월 미국교회협의회 대표 15명과 함께 남한과 북한을 방문했고 평양에 있는 김일성 주석을 만났었다.
1992년 4월 28일 LA 흑인 폭동때 이승만은 인종차별의 극복을 도모해 흑인교회와 한국교회 대표들을 만나 민족간의 갈등해소와 공존의 길을 위한 방법으로 마라톤 대회를 모색했었다. 특히 1993년 3월 24일에 미국교회협의회 대표단과 함께 백악관을 방문한 이승만은 미국 클린턴 대통령을 만났었다. 제 1차 북핵위기로 미국과 북한의 갈등을 겪고 있어서 북한에 있는 영변 핵시설에 미군 폭격을 감행해야 한다는 설이 있었으나 미국 클린턴 대통령은 이승만의 설득으로 무력이 아닌 협상으로 다루어 보겠다고 답을 했었다. 이것을 통해서 클린턴 대통령은 이승만을 백악관 종교자문위원으로 공식입명을 하였다. 미국과 북한은 제네바협정에 경수로 제공 대가로 핵을 포기하는 서명을 했었다.
1998년 이승만은 미국장로교회 선교부에서 25년동안 사역 마치고 은퇴했었다. 그리고 유니온 장로교 신학교에서 2013년까지 선교학 교수로 있다가 2014년에 이승만은 아틀란타에 위치한 콜럼비아 신학 대학원 학교요청으로 저명 방문교수로와서 이민목회 사역에 후학들은 돌보다 2015년 1월 14일에 암으로 세상을 떠났다.
그는 아내 이혜선과 두명의 딸들과 아들 한명을 두었다.

## 약력
- 한국인 최초 미국장로교(PCUSA) 제 212대 총회장 역임(2000-2001)
- 미국 클린턴 대통령 백악관 종교자문위원 역임
- 마틴루터 킹 목사와 함께 민권운동 참여
- 미국교회협의회 (NCCUSA) 회장 역임
- 미주한인동포전국협회(NAKA)회장 역임
- 1978년부터 여러번 평양 방문하여 남북화해운동 주도, 북한교회재건에 기여
- 25년간 미국장로교 선교부 부총무, 중동 및 아시아 지역 총무 역임
- 콜럼비아 신학 대학원(Columbia Theological Seminary) 방문교수
- 버지니아 유니온 신학교교수
- 시카고 신학교 박사학위(Doctor of Religion)
- 루이빌 신학교 졸업 (M.DIV)
- 루이빌 대학 강사 및 교목 역임
- 예일대학교 신학부 졸업(STM)
- 데이비스 앤 앨킨스 대학 졸업
- 대한민국 해병대 근무

## 저서
- 이승만 저, 기도속에서 만나자, 쿰란 출판사, 2012년, ISBN 9788965622666
- 이승만 저,《회계의 날》(영어: The day of Accounting',History Reference Center,1957년), Vital Speeches of the Day, 4/15/57, Vol. 23 Issue 13, p401,ISSN 0042-742X
- 이승만 저,《평화의 상태》(영어: The 'Status quo Peace,History Reference Center, 1955년), Vital Speeches of the Day, 9/15/55, Vol. 21 Issue 23, p1476,ISSN 0042-742X
- 이승만 저,《좀 더 믿는 미국》(영어: America, Trust Yourselves a Little More.,History Reference Center, 1955년), Vital Speeches of the Day, 4/1/55, Vol. 21 Issue 12, p1138,ISSN 0042-742X
- 이승만 저,《우리는 어디에 서있나: 아시아 자유국가들의 연합 저항》(영어: Where Do We Stand Today: UNITED RESISTANCE OF FREE COUNTRIES OF ASIA.,History Reference Center, 1950년), Vital Speeches of the Day, 3/15/50, Vol. 16 Issue 11, p346,ISSN 0042-742X
- 이승만 저, 《우리가 추구해야하는 목표》 (영어: The Goal We Seek.,History Reference Center, 1947년), Vital Speeches of the Day, 10/15/47, Vol. 14 Issue 1, p27, ISSN: 0042-742X.
- 이승만 저, 《인간의 동등성과 자유》 (영어: The Equality and Liberty of Man.,History Reference Center, 1953년), Vital Speeches of the Day, 8/15/53, Vol. 19 Issue 21, p646, ISSN: 0042-742X.
- 이승만 저, 《한국은 분단된 반쪽으로 살수없다》 (영어: Korea Cannot Live Divided and Half-Occupied.,History Reference Center, 1952년), Vital Speeches of the Day, 9/1/52, Vol. 18 Issue 22, p703, ISSN: 0042-742X.
- 이승만 저, 《열왕기하 6:8-23 해석》(영어: Second Kings 6:8-23.,ATLA Religion Database with ATLASerials, 2000년), 54, 2, 183-185, ISSN: 0020-9643.
- 이승만 저,《누가 낮선 사람인가?》 (영어: Who Are the Strangers? Personal stories lead to a plea to welcome the stranger in many ways. Church & Society, 85, 2, 21-25, Nov. 1, 1994. ISSN: 0037-7805.
- 이승만 저, 《문맥과 설교사이》 (영어: Korea Cannot Live Divided and Half-Occupied.,MasterFILE Elite, 2000년), Interpretation: A Journal of Bible & Theology. Apr2000, Vol. 54 Issue 2, p183. 3p, ISSN: 0020-9643.
- 이승만 저, 《한국 대통령이 지원을 구하다》 (영어: Korean president seeks aid,ATLA Religion Database with ATLASerials, 1952년), Christian Century 69 no 1 Ja 2 1952, p 6-7, ISSN: 0009-5281.

## 참고 문헌
- 박용진 저, 화해꾼 이승만 목사, 한국장로교 출판사, 2007년, ISBN 9788939804951[쪽 번호 필요]